# Gondolkodás
A gondolkodás az elme azon cselekedete, aminek célja a megoldáskeresés különböző problémákra. A gondolkodás ténye azt jelzi, egy vagy több megoldatlan probléma van jelen a gondolkodó tudatában. (A szó töve: gond is erre utal; a gondolkodás innen közelítve gondokkal foglalkozás és megoldásukról gondoskodás.)
Bizonyos értelmezések szerint a gondolkodás az „agy nyelve”.
Más értelmezésben általában a magas szintű gondolkodási folyamatokat jelenti, míg szűkebb értelemben véve a gondolkodási folyamatokat olyankor használjuk, amikor nem tudjuk, miképp jussunk el a kiindulási helyzetből a célhelyzetbe. (Még szigorúbb értelmezések szerint nem problémamegoldás, ha tudjuk, miképp oldhatjuk meg a problémát, és csak végre kell hajtanunk, hanem rutinszerű feladat.)

## A gondolkodás megközelítési módjai

### A behaviorista megközelítés
A behaviorizmus az 1950-es évekig volt uralkodó pszichológiai iskola. Objektív felfogás jellemezte, a pszichológia tárgyának a viselkedést tekintette, amelyet az inger-válasz reakciók folyamatából próbált megismerni. John B. Watson (a behaviorizmus egyik legkiemelkedőbb alakja) a gondolkodást szubvokális (belső) beszédnek, azaz viselkedésnek tekintette.

### A Gestalt megközelítés
A Gestalt-pszichológia Németországból indult és a két világháború közt élte fénykorát. Holisztikus felfogás jellemezte, központi kijelentése: „az egész több, mint a részek összessége”. Jelentős eredményeket a percepciókutatásban és a problémamegoldás magyarázatában ért el. Max Wertheimer (a Gestalt iskola egyik leghíresebb alakja) Productive Thinking című műve gondolkodásvizsgálatainak összegzését tartalmazza. Elmélete szerint a problémamegoldás egy felülről lefelé haladó (top-down) folyamat, melynek során a személy először a probléma egészét látja át és halad az alacsonyabb szintek felé. Ez egy kreatív vagy produktív gondolkodási folyamat, szemben a magolás és ismétlés alulról felfelé (bottom-up) haladó technikájával.

### A kognitív megközelítés
A kognitív pszichológia az 1950-es évek végén jelent meg. Fő célja a kogníció (megismerés), ezen belül például az emlékezés és a gondolkodás folyamatainak feltérképezése.
Daniel Kahneman és Amos Nathan Tversky közösen kutatták az emberi gondolkodást. Megállapításuk szerint az emberek a mindennapi gondolkodásban nem logikai és statisztikai szabályokat követnek, hanem heurisztikákat (megközelítő szabályokat vagy ökölszabályokat) használnak, bár az ilyen következtetések időnként hibákhoz vezetnek.
A kognitív pszichológia elterjedt módszere a számítógépes modellezés. Ennek célja, hogy olyan gépeket fejlesszenek ki, amelyek úgy hajtanak végre valamilyen tevékenységet, mint az emberek. Ez azon a felvetésen alapul, hogy ha valamit tudunk modellezni, akkor azt is tudjuk, hogy milyen műveleteket hajt végre valójában. Ez a módszer lehetővé teszi a kutatók által felállított elméletek ellenőrzését is.

### Evolúciós magyarázatok
Az evolúciós megközelítés szerint a szelekció működésében a környezet kiszámíthatatlansága játszik nagy szerepet, míg a kifinomultságot a társas életmód és a szexuális kiválasztódás viszi előre. Bizonyos értelmezések szerint az emberré válás folyamatában a társas intelligencia jelenléte játszott elsődleges szerepet, mások a nyelv kialakulását és a nyelvtan megértésének képességét tartják fontosnak ebből a szempontból.
William H. Calvin az emberi agy és elme fejlődését az állatok környezethez való alkalmazkodásából vezeti le. A gondolkodó agy című könyvében azt írja, hogy a kiszámíthatatlan éghajlatváltozások a generalista fajoknak kedveznek: azoknak, amelyek rugalmasan képesek alkalmazkodni környezetükhöz, például a mindenevők, amelyek a szűkös esztendőket nagyobb eséllyel élik túl, mint az egyetlen fajta táplálékra specializálódott fajok (specialisták). A hominidák agytérfogata 2,5 – 2 millió évvel ezelőtt kezdett nőni (amit később az agykéreg négyszeresére való növekedése követett). Ekkor volt Eurázsiában a nagy éghajlatváltozásokkal jellemezhető jégkorszak. Az anatómiai változás azonban sokkal lassúbb, mint az éghajlat változása és bár ilyen nagy változásokat számos más mindenevő átélt, az ő agykérgük mégsem nőtt négyszeresére. Az emberré válásban tehát más tényezők is szerepet játszottak. A legtöbb elméletalkotó szerint ez a tényező a nyelv volt.

## A gondolkodás és a nyelv kapcsolata
Lev Szemjonovics Vigotszkij, az 1900-as évek első évtizedeiben élt zsidó származású fehérorosz pszichológus szerint a gondolkodás és a beszéd egymás közötti viszonya nem állandó: nem párhuzamosan, egyenletesen fejlődnek.
Mai értelmezések szerint az ember rendelkezik egy bioprogrammal, az univerzális grammatikával, aminek a segítségével a környezet jelenségeiben nyelvtani szabályokat fedez fel, így lehetővé teszi bármely emberi nyelv elsajátítását. Ez humánspecifikus képesség, amellyel más fajok nem rendelkeznek. A nyelvtan segíti a dolgok és események egymáshoz viszonyított elhelyezését a viszonylatok gondolati térképén. A viszonyulások az analógiák összehasonlításában is előfordulnak, tehát a nyelvtani viszonyszavak növelik az intelligenciát. (Itt fontos megemlíteni, hogy a gondolkodás nem egyenlő az intelligenciával.)

## A gondolkodás kutatásának nehézségei
A gondolkodás kutatása, mechanizmusainak feltárása nehéz feladat. A téma legjobban kezelhető részét kell megragadni, azokat, amelyeket laboratóriumi körülmények között kontrollálva tanulmányozhatóak (pl. problémamegoldás, döntéshozatal). Ez korlátozza a kutatókat. Továbbá problémát jelent az, hogy a kutatás során részletekre bontják az értelmezendő problémákat, így eltávolodnak a holisztikus szemlélettől, és elmulasztják a mindennapi gondolkodásra jellemző tulajdonságok megismerését.
Felvetődik tehát a kérdés: „lehetséges-e a gondolkodás egyesített elmélete?” Michael W. Eysenck és Mark T. Keane szerint megvan erre a lehetőség. Az egyes elméletek különbségei csak látszólagosak és abban már megegyezést találtak a kutatók, hogy melyek a memóriarendszer összetevői, és hogy milyen eszközök segítik a folyamatok végrehajtását. A jelenlegi cél tehát az, hogy az elméleteket egységbe szervezzék.

## Lásd még
- Nemi különbségek a matematikai gondolkodásban